# Цехоцин (гміна)
Гміна Цехоцин (пол. Gmina Ciechocin) — сільська гміна у північній Польщі. Належить до Ґолюбсько-Добжинського повіту Куявсько-Поморського воєводства.
Станом на 31 грудня 2011 у гміні проживало 4022 особи.

## Площа
Згідно з даними за 2007 рік площа гміни становила 101.49 км², у тому числі:
- орні землі: 55.00%
- ліси: 35.00%

Таким чином, площа гміни становить 16.56% площі повіту.

## Населення
Станом на 31 грудня 2011:
| Опис     | Загалом | Загалом | Чоловіки | Чоловіки | Жінки | Жінки |
| -------- | ------- | ------- | -------- | -------- | ----- | ----- |
| одиниця  | осіб    | %       | осіб     | %        | осіб  | %     |
| все      | 4022    | 100     | 2019     | 50.20    | 2003  | 49.80 |
| міське   | 0       | 100     | 0        |          | 0     |       |
| сільське | 4022    | 100     | 2019     | 50.20    | 2003  | 49.80 |

## Сусідні гміни
Гміна Цехоцин межує з такими гмінами: Черніково, Ґолюб-Добжинь, Ковалево-Поморське, Любич, Оброво, Збуйно.